# オーストリア・カップ
オーストリア・カップ（ドイツ語: ÖFB-Cup, 英語: Austrian Cup、スポンサー名義ではUNIQA ÖFB Cup）は、オーストリアで行われるサッカーのカップ戦であり、1919年より開催されている。

## 概要
このカップ戦の本大会には合計52チームが参加する。オーストリア・ブンデスリーガ及びエルステリーガ（オーストリア2部）に所属するチームは予選無しで参加できるが、レギオナルリーガ（オーストリア3部）や各州の下位リーグ（4部から9部）のチームは、本大会の予選を兼ねている各州のカップ戦に参加し、州のカップ戦の結果によってオーストリア・カップへの出場権を得ることができる。
ホーム・アンド・アウェー方式ではなく全ての試合は一発勝負のトーナメント式で行われ、アマチュアチームとプロチームの対戦の場合、必ずアマチュアチームのホームで試合が行われるため、波乱も起きやすく、ジャイアント・キリングも見所の一つとなっている。引き分けの場合は延長戦、それでも勝者が決定しない場合はPK戦が行われる。
現在、オーストリア・カップで優勝したチームには、翌シーズンのUEFAヨーロッパリーグ出場権が与えられることとなっている。ちなみに1927年から1937年まではUEFAチャンピオンズリーグの前身と言われているミトローパ・カップへの出場権、1960年から1997年まではUEFAカップウィナーズカップへの出場権が優勝チームに与えられていた。
オーストリア・カップの前身は、ハプスブルク帝国時代の1897年から行われていた「チャレンジ・カップ」（当時のハプスブルク帝国に属していたハンガリーやチェコ等のチームも参加）、及び1915年からニーダーエスタライヒ州で行われていた「ニーダーエスタライヒ州カップ」である。
第2次世界大戦前はオーストリアがナチス・ドイツに併合されていたため、1939年から1945年までオーストリア・カップは実施されず、オーストリアのチームはDFBポカール（DFB-Pokal；1944年と1945年は実施されなかった）への参加を強要された。そして地理的な要素など多くの不利な条件があったのにもかかわらず、2度の優勝を果たし、当時のオーストリア・サッカーのレベルの高さを証明している。
第2次世界大戦終結後、1946年に再びオーストリア・カップは復活した。その長い歴史の中で、これまでFKアウストリア・ウィーン、SKラピード・ウィーン、FCヴァッカー・インスブルックが最も多くの優勝及び準優勝を果たしている。
2007-08シーズンはEURO2008開催による過密スケジュールが問題視され、全プロクラブの参加は見送られた。そのため、アマチュアチームのみが参加する「オーストリア・アマチュア・カップ」（ÖFB-Amateur-Cup）として開催された。
現在は韓国の電子メーカー「サムスン電子」がメインスポンサーになっているため、別名「サムスン・カップ」とも呼ばれているが、一昔前まではオーストリアの煙草企業の「メンフィス」がメインスポンサーだったため、「オーストリア・メンフィス・カップ」という別称であった。メインスポンサーの変更によってカップ戦の名称も変更されるのはサポーター間では全く歓迎されておらず、スポンサー名はほぼ無視され、あくまで「オーストリア・カップ」（ÖFB-Cup）と呼ばれている。

## 歴代優勝クラブ
- 1918-19: SKラピード・ウィーン 3–0 ウィーナー・スポーツ＝クラブ
- 1919-20: SKラピード・ウィーン 5–2 アマチュア＝SV
- 1920-21: アマチュア＝SV 2–1 ウィーナー・スポーツ＝クラブ
- 1921-22: ウィーナーAF 2–1 アマチュア＝SV
- 1922-23: ウィーナー・スポーツ＝クラブ 3–1 SCヴァッカー・ウィーン
- 1923-24: アマチュア＝SV 8–6 SK Slovan Wien (aet)
- 1924-25: アマチュア＝SV 3–1 ファースト・ウィーンFC
- 1925-26: アマチュア＝SV 4–3 ファースト・ウィーンFC
- 1926-27: SKラピード・ウィーン 3–0 FKアウストリア・ウィーン
- 1927-28: SKアドミラ・ウィーン 2–1 ウィーナーAC
- 1928-29: ファースト・ウィーンFC 3–2 SKラピード・ウィーン
- 1929-30: ファースト・ウィーンFC 1–0 FKアウストリア・ウィーン
- 1930-31: ウィーナーAC 16 pts, 2. FKアウストリア・ウィーン 15 pts (League system)
- 1931-32: SKアドミラ・ウィーン 6–1 ウィーナーAC
- 1932-33: FKアウストリア・ウィーン 1–0 Brigittenauer AC
- 1933-34: SKアドミラ・ウィーン 8–0 SKラピード・ウィーン
- 1934-35: FKアウストリア・ウィーン 5–1 ウィーナーAC
- 1935-36: FKアウストリア・ウィーン 3–0 ファースト・ウィーンFC
- 1936-37: ファースト・ウィーンFC 2–0 ウィーナー・スポーツ＝クラブ
- 1937-38: Schwarz-Rot Wien 1–0 ウィーナー・スポーツ＝クラブ
- 1939-45: 中止
- 1945-46: SKラピード・ウィーン 2–1 ファースト・ウィーンFC
- 1946-47: SCヴァッカー・ウィーン 4–3 FKアウストリア・ウィーン
- 1947-48: FKアウストリア・ウィーン 2–0 SKシュトゥルム・グラーツ
- 1948-49: FKアウストリア・ウィーン 5–2 Vorwärts Steyr
- 1950-58: 中止
- 1958-59: ウィーナーAC 2–0 SKラピード・ウィーン
- 1959-60: FKアウストリア・ウィーン 4–2 SKラピード・ウィーン
- 1960-61: SKラピード・ウィーン 3–1 ファースト・ウィーンFC
- 1961-62: FKアウストリア・ウィーン 4–1 グラーツァーAK
- 1962-63: FKアウストリア・ウィーン 1–0 LASKリンツ
- 1963-64: SKアドミラ・ウィーン 1–0 FKアウストリア・ウィーン
- 1964-65: LASKリンツ 1–1 1–0 SCウィーナー・ノイシュタット
- 1965-66: SKアドミラ・ウィーン 1–0 SKラピード・ウィーン
- 1966-67: FKアウストリア・ウィーン 1–2 1–0 LASKリンツ (2nd leg aet, Austria Wien on coin toss)
- 1967-68: SKラピード・ウィーン 2–0 グラーツァーAK
- 1968-69: SKラピード・ウィーン 2–1 ウィーナー・スポーツ＝クラブ
- 1969-70: FCヴァッカー・インスブルック 1–0 LASKリンツ
- 1970-71: FKアウストリア・ウィーン 2–1 SKラピード・ウィーン (aet)
- 1971-72: SKラピード・ウィーン 1–2 3–1 ウィーナー・スポーツ＝クラブ
- 1972-73: FCヴァッカー・インスブルック 1–0 1–2 SKラピード・ウィーン (a.g.)
- 1973-74: FKアウストリア・ウィーン 2–1 1–1 アウストリア・ザルツブルク
- 1974-75: FCヴァッカー・インスブルック 3–0 0–2 SKシュトゥルム・グラーツ
- 1975-76: SKラピード・ウィーン 1–0 1–2 FCヴァッカー・インスブルック (a.g.)
- 1976-77: FKアウストリア・ウィーン 1–0 3–0 ウィーナー・スポーツ＝クラブ
- 1977-78: FCヴァッカー・インスブルック 1–1 2–1 SK VÖESTリンツ
- 1978-79: FCヴァッカー・インスブルック 1–0 1–1 FCアドミラ・ヴァッカー・メードリング
- 1979-80: FKアウストリア・ウィーン 0–1 2–0 アウストリア・ザルツブルク
- 1980-81: グラーツァーAK 0–1 2–0 アウストリア・ザルツブルク (2nd leg aet)
- 1981-82: FKアウストリア・ウィーン 1–0 3–1 FCヴァッカー・インスブルック
- 1982-83: SKラピード・ウィーン 3–0 5–0 FCヴァッカー・インスブルック
- 1983-84: SKラピード・ウィーン 1–3 2–0 FKアウストリア・ウィーン (a.g.)
- 1984-85: SKラピード・ウィーン 3–3 FKアウストリア・ウィーン (aet, 6–5 pen)
- 1985-86: FKアウストリア・ウィーン 6–4 SKラピード・ウィーン (aet)
- 1986-87: SKラピード・ウィーン 2–0 2–2 FCスワロフスキー・チロル
- 1987-88: クレムザーSC 2–0 1–3 FCスワロフスキー・チロル (a.g.)
- 1988-89: FCスワロフスキー・チロル 0–2 6–2 FCアドミラ・ヴァッカー・メードリング
- 1989-90: FKアウストリア・ウィーン 3–1 SKラピード・ウィーン (aet)
- 1990-91: SVストッケラウ 2–1 SKラピード・ウィーン
- 1991-92: FKアウストリア・ウィーン 1–0 FCアドミラ・ヴァッカー・メードリング
- 1992-93: FCヴァッカー・インスブルック 3–1 SKラピード・ウィーン
- 1993-94: FKアウストリア・ウィーン 4–0 FCリンツ
- 1994-95: SKラピード・ウィーン 1–0 DSVレオーベン
- 1995-96: SKシュトゥルム・グラーツ 3–1 FCアドミラ・ヴァッカー・メードリング
- 1996-97: SKシュトゥルム・グラーツ 2–1 ファースト・ウィーンFC
- 1997-98: SVリート 3–1 SKシュトゥルム・グラーツ
- 1998-99: SKシュトゥルム・グラーツ 1–1 LASKリンツ (aet, 4–2 pen)
- 1999-00: グラーツァーAK 2–2 SVアウストリア・ザルツブルク (aet, 4–3 pen)
- 2000-01: FCケルンテン 2–1 FCチロル・インスブルック (aet)

| シーズン | 優勝                       | スコア              | 準優勝                               |
| -------- | -------------------------- | ------------------- | ------------------------------------ |
| 2001-02  | グラーツァーAK             | 3–2                 | SKシュトゥルム・グラーツ             |
| 2002-03  | FKアウストリア・ウィーン   | 3–0                 | FCケルンテン                         |
| 2003-04  | グラーツァーAK             | 3–3 (aet) (5-4 pen) | FKアウストリア・ウィーン             |
| 2004-05  | FKアウストリア・ウィーン   | 3–1                 | SKラピード・ウィーン                 |
| 2005-06  | FKアウストリア・ウィーン   | 3–0                 | SVマッテルスブルク                   |
| 2006-07  | FKアウストリア・ウィーン   | 2–1                 | SVマッテルスブルク                   |
| 2007-08  | SVホルン                   | 2–1                 | SVフェルトキルヒェン                 |
| 2008-09  | FKアウストリア・ウィーン   | 3–1 (aet)           | FCアドミラ・ヴァッカー・メードリング |
| 2009-10  | SKシュトゥルム・グラーツ   | 1–0                 | SCウィーナー・ノイシュタット         |
| 2010-11  | SVリート                   | 2–0                 | SCアウストリア・ルステナウ           |
| 2011-12  | FCレッドブル・ザルツブルク | 3–0                 | SVリート                             |
| 2012-13  | FCパッシング               | 1–0                 | FKアウストリア・ウィーン             |
| 2013-14  | FCレッドブル・ザルツブルク | 4–2                 | SKNザンクト・ペルテン                |
| 2014-15  | FCレッドブル・ザルツブルク | 2–0 (aet)           | FKアウストリア・ウィーン             |
| 2015-16  | FCレッドブル・ザルツブルク | 5–0                 | FCアドミラ・ヴァッカー・メードリング |
| 2016-17  | FCレッドブル・ザルツブルク | 2–1                 | SKラピード・ウィーン                 |
| 2017-18  | SKシュトゥルム・グラーツ   | 1–0 (aet)           | FCレッドブル・ザルツブルク           |
| 2018-19  | FCレッドブル・ザルツブルク | 2–0                 | SKラピード・ウィーン                 |
| 2019-20  | FCレッドブル・ザルツブルク | 5–0                 | SCアウストリア・ルステナウ           |
| 2020-21  | FCレッドブル・ザルツブルク | 3-0                 | LASKリンツ                           |
| 2021-22  | FCレッドブル・ザルツブルク | 3-0                 | SVリート                             |
| 2022-23  | SKシュトゥルム・グラーツ   | 2-0                 | SKラピード・ウィーン                 |
| 2023-24  | SKシュトゥルム・グラーツ   | 2-1                 | SKラピード・ウィーン                 |

- プロチームが出場しないアマチュア・カップとして開催。

aet＝延長戦、pen＝PK戦、a.g.＝アウェーゴール

## クラブ別優勝回数
| クラブ                               | 優勝 | 準優勝 | 優勝年 | 準優勝年                                                                                 |
| ------------------------------------ | ---- | ------ | --- | ---------------------------------------------------------------------------------------- |
| FKアウストリア・ウィーン             | 27   | 12     | 1921, 1924, 1925, 1926, 1933, 1935, 1936, 1948, 1949, 1960, 1962, 1963, 1967, 1971, 1974, 1977, 1980, 1982, 1986, 1990, 1992, 1994, 2003, 2005, 2006, 2007, 2009 | 1920, 1922, 1927, 1930, 1931, 1947, 1964, 1984, 1985, 2004, 2013, 2015                   |
| SKラピード・ウィーン                 | 15   | 15     | 1919, 1920, 1927, 1938, 1946, 1961, 1968, 1969, 1972, 1976, 1983, 1984, 1985, 1987, 1995                                                                         | 1929, 1934, 1959, 1960, 1966, 1971, 1973, 1986, 1990, 1991, 1993, 2005, 2017, 2019, 2023 |
| レッドブル・ザルツブルク             | 9    | 5      | 2012, 2014, 2015, 2016, 2017, 2019, 2020, 2021, 2022 | 1974, 1980, 1981, 2000, 2018                                                             |
| FCヴァッカー・インスブルック         | 7    | 6      | 1970, 1973, 1975, 1978, 1979, 1989, 1993 | 1974, 1980, 1981, 2000, 2018                                                             |
| SKシュトゥルム・グラーツ             | 7    | 4      | 1996, 1997, 1999, 2010, 2018, 2023, 2024 | 1948, 1975, 1998, 2002                                                                   |
| FCアドミラ・ヴァッカー・メードリング | 6    | 7      | 1928, 1932, 1934, 1947, 1964, 1966 | 1923, 1979, 1989, 1992, 1996, 2009, 2016                                                 |
| グラーツァーAK                       | 4    | 2      | 1981, 2000, 2002, 2004 | 1962, 1968                                                                               |
| ファースト・ヴィエナFC               | 3    | 6      | 1929, 1930, 1937 | 1925, 1926, 1936, 1946, 1961, 1997                                                       |
| ウィーナーAC                         | 3    | 3      | 1931, 1938, 1959 | 1928, 1932, 1935                                                                         |
| SVリート                             | 2    | 2      | 1998, 2011 | 2012, 2022                                                                               |
| ウィーナー・スポーツ＝クラブ         | 1    | 7      | 1923 | 1919, 1921, 1937, 1938, 1969, 1972, 1977                                                 |
| LASKリンツ                           | 1    | 5      | 1965 | 1963, 1967, 1970, 1999, 2021                                                             |
| FCケルンテン                         | 1    | 1      | 2001 | 2003                                                                                     |
| ヴィーナーAF                         | 1    | 0      | 1922 |                                                                                          |
| クレムザーSC                         | 1    | 0      | 1988 |                                                                                          |
| SVストッケラウ                       | 1    | 0      | 1991 |                                                                                          |
| SVホルン                             | 1    | 0      | 2008 |                                                                                          |
| FCジュニアーズOO                     | 1    | 0      | 2013 |                                                                                          |